# Fun Home
Fun Home: A Family Tragicomic (Fun home: Uma tragicomédia em família, em português brasileiro) é um graphic novel de memórias da cartunista americana Alison Bechdel, autora da tirinha Dykes to Watch Out For. O livro narra a infância e juventude da autora na zona rural da Pensilvânia, focando-se em sua relação complexa com seu pai. O livro trata dos temas de orientação sexual, papéis de gênero, suicídio, abuso emocional, vida numa família disfuncional e o papel da literatura na compreensão de si mesmo e da família.
A autora demorou sete anos para escrever e ilustrar Fun Home, em parte devido ao processo artístico laborioso de Bechdel, que inclui fotografar a si mesma em poses para cada figura humana. Posteriormente, Bechdel traçou sua relação materna no quadrinho Are You My Mother?. Fun Home foi tema de várias publicações acadêmicas nas áreas de estudos biográficos e estudos culturais como parte de uma guinada maior em direção a um investimento acadêmico sério no estudo de quadrinhos/arte sequencial.
Fun Home foi um sucesso de público e de crítica, ficando duas semana na lista de mais vendidos do New York Times. O crítico Sean Wilsey, escrevendo na The New York Times Book Review, classificou-o com "uma obra pioneira, impulsionando dois gêneros (quadrinhos e memórias) em novas e múltiplas direções". Diversas publicações indicaram Fun Home como um dos melhores livros de 2006; também foi incluído em várias listas dos melhores livros dos anos 2000. Foi indicado para diversos prêmios, incluindo o National Book Critics Circle Award e três prêmios Eisner (dos quais ganhou um). Uma tradução francesa de Fun Home foi seriada no jornal parisiense Libération; o livro foi uma seleção oficial do Festival Internacional de Quadrinhos de Angoulême e, ainda, tema de uma conferência acadêmica em França. Fun Home também gerou controvérsia, sendo contestad e removido de bibliotecas por conta de seus conteúdos.
Em 2013, uma adaptação musical de Fun Home no Public Thater teve sua temporada prolongada diversas vezes, com livro e letras de Lisa Kron e trilha sonora composta por Jeanine Tesori. A produção, dirigida por Sam Gold, foi chamada de "o primeiro musical do mainstream sobre uma jovem lésbica."  Como musical, Fun Home foi um finalista no Prêmio Pulitzer de Teatro de 2014, e ganhou o Prêmio Lucille Lortel de Melhor Musical, o prêmio de Melhor Musical do New York Drama Critics' Circle e o Prêmio Obie de Musical. A produção da Broadway estreou em abril de 2015 e recebeu uma dúzia de indicações para o prêmio Tony, ganhando o prêmio de melhor musical.

## Antecedentes
Bechdel afirma que sua motivação para escrever Fun Home foi a de refletir sobre o porquê das coisas terem acontecido da forma como ocorreram em sua vida. Ela reflete sobre a morte prematura de seu pai e se Alison teria feito escolhas diferentes caso estivesse na posição dele. Esta motivação está presente por toda a obra no contraste entre o artifício de Bruce em esconder coisas e o eu livre e aberto de Alison. O processo de escrever Fun Home demandou diversas referências a obras literárias e arquivos, tanto para escrever quanto para desenhar fielmente as cenas. Como escreveu Bechdel no livro, ela relia as fontes de suas referência literárias e esta atenção aos detalhes em suas referências levou ao desenvolvimento de cada capítulo ter um diferente foco literário. sobre o processo de escritura do livro, Bechdel diz: "Foi um projeto tão enorme: seis ou sete anos de desenho e escavação. Foi meio que viver num estado de aturdimento."
A linha de Fun Home é preta com uma camada de cor azul-acinzentada. Sean Wilsey escreveu que os quadros de Fun Home "combinam o detalhe e a competência técnica de Robert Crumb com seriedade, complexidade emocional e inovação que são lhe completamente únicas." Escrevendo na Gay & Lesbian Review Worldwide, Diane Ellen Hamer contrastou "o hábito de Bechdel de desenhar seus personagens de maneira bem simples e, ainda assim, distinta" com "a atenção aos detalhes que ela dedica ao cenário, aqueles programas de TV e pôsteres na parede, para não falar dos meandros da funerária como cenário recorrente." Bechdel disse a um entrevistador do The Comics Journal que a riqueza de cada quadro de Fun Home era bem deliberada:
É muito importante para mim que as pessoas consigam ler as imagens de uma maneira meio que gradualmente revelada, como se estivessem lendo texto. Não gosto de imagens que não tem informação nelas. Quero imagens que você tenha de ler, tenha de decodificar, que demorem, imagens nas quais você possa ser perder. Caso contrário, qual o sentido de tê-las?

Alison Bechdel tirou fotos de si mesma posando como cada personagem para usar de referência em seus desenhos. Aqui, ela posa para um desenho de seu pai

Bechdel escreveu e ilustrou Fun Home durante um período de sete anos. Seu processo artístico meticuloso tornou vagarosa a tarefa de ilustração. Ela começou cada página criando um arcabouço no Adobe Illustrator, na qual ela colocou o texto e desenhou esboços. Ela utilizou-se de abundantes referências fotográficas e, para diversos quadros, posou, ela mesma, como cada figura humana usando uma câmera digital para gravar suas poses. Bechdel também usou referências fotográficas para elementos de pano de fundo. Por exemplo, para ilustrar um quadro retratando fogos de artifício vistos de um terraço em Greenwich Village em 4 de julho de 1976, ela usou o Google Imagens para encontrar uma foto do horizonte de Nova Iorque tirada daquele edifício específico naquele período. Ela também copiou à mão minuciosamente várias fotografias de família, cartas, mapas locais e trechos de seu próprio diário de infância, incorporando estas imagens à narrativa. Depois de usar o material de referência para desenhar um arcabouço bem definido para a página, Bechel usou um papel bristol com acabamento para copiar as ilustrações em linha e arte-finalizar a página, a qual era, então, digitalizada para seu computador. A camada de tinta azul-acinzentada para cada página foi desenhada num página separada de papel de aquarela e combinada com a imagem finalizada usando Photoshop. Bechdel escolheu a cor azulada para a camada por sua flexibilidade e porque tinha "uma qualidade sombria e elegíaca" que se adequava ao tema. Bechdel atribui este processo criativo detalhado ao seu "transtorno obssessivo-compulsivo mal controlado".

## Sinopse

Um quadro de Fun Home retratando Bruce (esq.) e Alison Bechdel (direita)

A narrativa de Fun Home é não-linear e recursiva. Incidentes são contados e recontados sob a luz de novos temas ou informações. Bechdel descreve a estrutura de Fun Home como um labirinto, "passando pelo mesmo material, mas começando do lado de fora e espiralando em direção ao centro da história." Num ensaio sobre livros de memórias e verdade no periódico PMLA da Modern Language Association, Nancy K. Miller explica que, ao revisitar cenas e temas, Bechdel "recria memórias nas quais a força do apego gera a estrutura em si do livro." Ademais, o quadrinho deriva sua estrutura de alusões a várias obras de literatura, mitologia grega e artes visuais; os eventos da vida familiar de Bechdel durante sua infância e adolescência são apresentados por esta lente alusiva. Miller observa que as narrativas dos texto literários referenciados "fornecem pistas, tanto verdadeiras quanto falsas, para os mistérios das relações de família."
O quadrinho se foca na família de Bechdel e centra-se em sua relação com seu pai, Bruce, que era diretor de funerária e professor de inglês do ensino médio na cidade de Beech Creek, na Pensilvânia, onde Alison e seus irmãos cresceram. O título do livro vem do apelido familiar para a funerária, o negócio da família onde Bruce cresceu e, posteriormente, trabalhou; a frase também se refere, ironicamente, a tirania doméstica de Bruce. As duas ocupações de Bruce refletem-se no foco que o quadrinho dá à morte e à literatura.
No começo do livro, é exibida a obsessão de Bruce em restaurar a casa vitoriana da família. Sua necessidade compulsiva de restaurar a casa está conectada à distância emocional que coloca entre si e sua família, distância esta que expressa com frieza e surtos ocasionais de raiva abusiva. Esta distância emocional, por seu turno, está conectada ao fato de ele ser um homossexual ainda no armário. Bruce teve relacionamentos homossexuais no exército e com seus estudantes do ensino médio; alguns destes também eram amigos da família e babás. Aos 44 anos, duas semanas depois de sua esposa pedir o divórcio, ele entrou no caminho de um caminhão da empresa Sunbeam Bread e foi morto. Embora a evidência não seja conclusiva, Alison conclui que seu pai cometeu suicídio..
A história também lida com a luta interna da própria Alison com sua identidade sexual, alcançando uma catarse na compreensão de que ela é uma lésbica e quando sai do armário para seus pais. O quadrinho examina de modo franco seu desenvolvimento sexual, incluindo transcrições de seu dário de infância, anedotas sobre masturbação e histórias de suas primeiras experiências sexuais com sua namorada, Joan. Além de terem em comum o fato de serem homossexuais, Alison e Bruce também compartilham tendências obssessivas-compulsivas e inclinações artísticas, embora com sentimentos estéticos opostos: "Eu era a Esparta para a Atenas de meu pai. O moderno para seu vitoriano. O másculo para seu afeminado. A utilitária para o seu esteta." Esta oposição era uma fonte de tensão no relacionamento dos dois, pois ambos tentavam expressar sua insatisfação com seus papéis de gênero: "Não só éramos invertidos, como também éramos o inverso um do outro. Enquanto eu tentava compensar por algo efeminado nele, ele estava tentando expressar algo feminino através de mim. Era uma guerra de propósitos contrários e, portanto, condenada ao agravamento perpétuo." Contudo, logo antes da morte de Bruce, ele e sua filha tiveram uma conversa na qual Bruce confessou uma parte de sua história sexual; isto é apresentado como uma resolução parcial para o conflito entre pai e filha.
Em diversos momentos do livro, Bechdel questiona se sua decisão de assumir-se lésbica serviu de faísca para desencadear o suicídio de seu pai. Esta questão nunca é respondida em definitivo, mas Bechdel examina atentamente a relação entre a sexualidade reprimida de seu pai e seu próprio lesbianismo livre, revelando sua dívida para com seu pai tanto numa luz positiva como numa negativa.

## Temas
Bechdel descreve a jornada de descobrimento de sua sexualidade: "Minha compreensão ao dezenove anos de que era uma lésbica aconteceu de maneira consistente com minha criação livresca." Ainda assim, sinais de sua orientação sexual apareceram cedo em sua infância; ela ansiava "pelo direito de trocar seu maiô por um par de calções" em Cannes e que seus irmãos a chamassem de Albert ao invés de Alison numa viagem de acampamento. Seu pai também exibia comportamentos sexuais, mas a revelação disso deixou Bechdel desconfortável. "Fui ofuscada, rebaixada do papel de protagonista do meu próprio drama para alívio cômico da trágedia de meus pais". Pai e filha lidaram com sua questões de maneira diferente. Bechdel escolheu aceitar o fato, antes de ter um relacionamento lésbico, mas seu pai escondeu sua sexualidade. Ele tinha medo de sair do armário, como ilustrado pelo "medo em seus olhos" quando o tópico de conversa se aproxima perigosamente da homossexualidade.
Além de orientação sexual, o quadrinho toca no tema de identidade sexual. Bechdel via seu pai como um "um grande maricas" enquanto seu pai constatemente tentava tornar seu filha uma pessoa mais feminina durante sua infância.
O tema subjacente da morte também é retratado. Diferente da maioria dos jovens, as crianças da família Bechdel possuem uma relação palpável com a morte por causa do negócio mortuário da família. Alison pondera se a morte de seu pai foi um acidente ou um suicídio e chega à conclusão de que o mais provável é ele ter se matado propositalmente.

## Alusões
As alusões literárias utilizadas em Fun Home não são merament estruturais ou estilísticas: Bechdel escreve, "Uso estas alusões [...] não apenas como dispositivos descritivos, mas porque meus pais são mais reais para mim em termos ficcionais. E, talvez, minha própria distância estética fria faça mais para comunicar o clima ártico de nossa família do que qualquer comparação literária específica." Bechdel, como a narradora, considera sua relação com seu pai através do mito de Dédalo e Ícaro. Na infância, ela confundia sua família e a casa neogótica onde moravam com a A Família Addams, criada pelo cartunista Charles Addams. O suicídio de Bruce Bechdel é discutido com referências ao romance Uma Morte Feliz e ao ensaio O Mito de Sísifo, ambos de Albert Camus. Sua cuidadosa construção de um mundo estético e intelectual é comparada a O Grande Gatsby de F. Scott Fitzgerald e a narradora sugere que Bruce Bechdel moldou elementos de sua vida espelhando-se na vida de Fitzgerald como retratada na biografia The Far Side of Paradise. Sua esposa Helen é comparada às protagonista dos romances Washington Square e Retrato de uma Senhora, ambos de Henry James. Helen Bechdel foi uma atriz amadora e as peças nas quais atuou também são usadas para elucidar aspectos de seu casamento. Ele conheceu Bruce quando os dois estavam no elenco de uma produção universitária da peça A Megera Domada e Alison Bechdel sugere que isto foi "um prenúncio do momento posterior no casamento de meus pais". É apresentada em detalhe o papel de Helen Bechdel como Lady Bracknell numa produção local de The Importance of Being Earnest; Bruce Bechdel é comparada a Oscar Wilde. Sua homossexualidade também é examinada com alusões ao romance Em Busca do Tempo Perdido de Marcel Proust. As tendências obssessivas-compulsivas de pai e filha são discutidas sob a luz das ilustrações de E. H. Shepard para O Vento nos Salgueiros. Bruce e Alison Bechdel trocam indícios de suas sexualidades ao trocarem livros de memórias: o pai dá à filha Earthly Paradise, uma coleção autobiográfica dos escritos de Colette; logo depois, no que Alison Bechdel descreve como "um eloquente gesto inconsciente", ela deixa para ele uma cópia de Flying, o livro de memórias de Kate Millet. Retornando, enfim, ao mito de Dédalo, Alison Bechdel coloca-se como Stephen Dedalus e seu pai como Leopold Bloom no romance Ulisses, de James Joyce, com referências paralelas ao mito de Telêmaco e Odisseu.
Os títulos dos capítulos também são, todos, alusões literárias. O primeiro capítulo, "Velho Pai, Velho Artífice", faz referência a uma frase de James Joyce em Retrato do Artista quando Jovem, e o segundo, "Uma Morte Feliz" invoce o romance de Camus. "Aquela Velha Catástrofe" é um frase do poema "Sunday Morning" de Wallace Stevens e o título em inglês de "Na Sombra das Jovens em Flor" — qual seja, In the Shadow of the Young Girls in Flower — é a tradução literal do título de um dos volumes de Em Busca do Tempo Perdido de Marcel Proust.
Além das alusões literárias que são explicitamente reconhecidas no texto, Bechdel incorpora alusões visuais a programas de televisão e outros itens da cultura popular à sua arte, geralmente como imagens numa televisão no pano de fundo de um quadro. Estas referências visuais incluem o filme It's a Wonderful Life, os muppets Bert e Ernie de Sesame Street, o Smiley, Zé Colmeia, a série Batman, Wile E. Coiote e o Papaléguas, a renúncia de Richard Nixon e a série The Flying Nun.

## Análise
Heike Bauer, professora da Universidade de Londres, categoriza Fun Home com parte do arquivo transnacional queer pela sua contribuição às "experiências sentidas" da comunidade LGBTQ. Bauer argumenta que livros fornecem uma fonte de identificação, ou uma experiência sentida, como Alison usa a literatura para entender seus próprios sentimentos numa sociedade homofóbica. Bauer observa que à medida que Alison encontra literatura com a qual possa identificar suas experiências, o próprio Fun Home torna-se um escape similar para seus leitores ao aumentar a representação da literatura LGBTQ.
Valerie Rohy, professora da Universidade de Vermont, questiona a autenticidade das arquivos de Alison no livro. Rohy explora como Alison usa seu diário em sua infância e leituras no início de sua maioridade tanto para documentar sua vida quanto para aprender sobre si mesma através de obras escritas. Sobre a incerteza que cerca a causa da morte de Bruce, Rohy diz que Alison conclui ser um suicídio para preencher sua lacuna de conhecimento acerca da situação, similar ao seu uso de livros para preencher lacunas na compreensão de sua infância.
Judith Kegan Gardiner, professora de Inglês e de Estudos de Gênero e Mulher da Universidade de Illinois, vê Fun Home como literatura queer que contorce as normas literárias do gênero graphic novel. Bechdel combina tanto tragédia, normalmente associada a homens, como humor, normalmente associada a mulheres, ao discutir a morte de seu pai usando um estilo de quadrinhos e humor negro. Gardiner argumenta que Bechdel toma controle de criar uma cultura aberta para obras feministas lésbicas através de Fun Home ao focar-se menos nas transgressões de Bruce com respeito a menores e mais na tragédia enfrentada por Alison e sua culpa com relação a subsequente morte de seu pai após sua saída do armário. Ao romper as normas de gênero, especialmente as presentes nas literaturas lésbica e gay, Fun Home afetou dramaticamente a representação.

## Publicação e recepção
Fun Home foi publicada pela primeira vez em edição de capa dura pela editora Houghton Mifflin em 8 de junho de 2006. Esta edição ficou por duas semanas na lista dos mais vendidos do New York Times na categoria "Não-ficção de capa dura", cobrindo o período de 18 de junho a 1 de julho de 2006. A edição continuou a vender bem, e em fevereiro de 2007 havia 55 000 cópias impressas. A Random House publicou uma edição paperback no Reino Unido pelo selo Jonathan Cape em 14 de setembro de 2006; a Houghton Mifflin publicou um edição paperback pelo selo Mariner Books em 5 de junho de 2007.
No verão de 2006, uma tradução francesa de Fun Home foi seriada no jornal parisiense Libération (que já havia seriado o quadrinho Persépolis de Marjane Satrapi). Esta tradução, feita por Corinne Julve e Lili Sztajn, foi, depois, publicada pelas Éditions Denoël em 26 de outubro de 2006. Em janeiro de 2007, Fun Home foi uma seleção oficial do Festival Internacional de Quadrinhos de Angoulême. No mesmo mês, o departamento de estudos anglófonos da Universidade de Tour patrocinou uma conferência acadêmica sobre a obra de Bechdel, com apresentações nas cidades de Paris e Tours. Nesta conferência, foram apresentados artigos acadêmicos que examinavam Fun Home sob diversas perspectivas: enquanto obra que contém "trajetórias" cheias de tensão paradoxal; enquanto texto interagindo com imagens como paratexto; e enquanto uma busca de significado usando a prática do drag como metáfora. Estes artigos e outros sobre Bechdel e sua obra foram, posteriormente, publicados no periódico GRAAT (Groupe de Recherches Anglo-Américaines de Tours, ou Grupo de Pesquisas Anglo-Americanas de Tours).
Uma tradução italiana foi publicada pela editora Rizzoli em janeiro de 2007. No Brasil, a Conrad Editora publicou uma tradução para o português em 2007. Uma tradução alemã foi publicada em janeiro de 2008 pela Kiepenheuer & Witsch. O livro também foi traduzido para o húngaro, coreano e polonês, e uma tradução chinesa foi agendada para tradução.
Na primavera de 2002, Bechdel e Hillary Chute, acadêmica estudiosa da literatura, co-lecionaram um curso na Universidade de Chicago intitulado "Linhas de Transmissão: Quadrinhos e Autobiografia".

### Críticas e prêmios
Fun Home recebeu críticas positivas em várias publicações. O jornal londrino The Times descreveu Fun Home como "um livro profundo e importante"; o sítio Salon.com chamou-o de "um belo e confiante trabalho"; o New York Times publicou duas resenhas diferentes e um artigo sobre o livro. Numa resenha do New York Times, Sean Wilsey classificou Fun Home como "uma obra pioneira, impulsionando dois gêneros (quadrinhos e memórias) em novas e múltiplas direções" e "um quadrinho para amantes de palavras". Jill Soloway, escrevendo no Los Angeles Times, elogiou a obra de maneira geral, mas comentou que a prosa de Bechdel, por trazer muitas referências, é, por vezes, "um pouco opaca". Da mesma forma, um crítico na revista canadense The Tyee sentiu que "a insistência da narradora em conectar seu histórias com as de diversos mitos gregos, romances americanos e peças clássicas" foi "forçada" e "excessiva". Por outro lado, o crítico do Seattle Times escreveu positivamente sobre o uso que o livro faz de referências literárias, chamando-o de "deslumbrantemente literário". O Village Voice escreveu que Fun Home "demonstra a maneira poderosa — e econômica — pela qual a mídia dos quadrinhos é capaz de retratar narrativas autobiográficas. Com uma narração em duas partes, visual e verbal, que não é simplesmente sincrônica, os quadrinhos apresentam um idioma narrativo distinto, no qual uma riqueza de informações pode ser expressada de maneira altamente condensada."

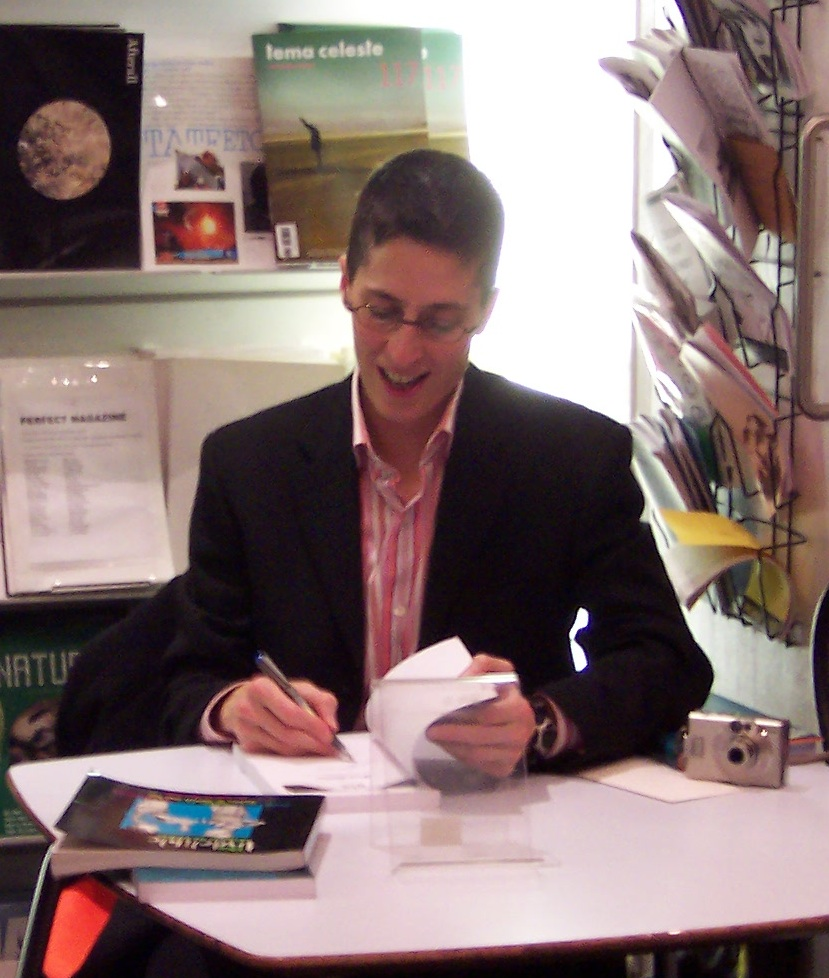
Alison Bechdel em Londres numa sessão de autógrafos para Fun Home

Diversas publicações listaram Fun Home como um dos melhores livros de 2006, incluindo o New York Times, o sítio Amazon.com, o Times, as revistas New York e Publishers Weekly, que a classificaram como o melhor quadrinho de 2006. O sítio Salon.com chamou Fun Home de a melhor estreia de não-ficção de 2006, admitindo que estavam esticando a definição de "estreia" e dizendo que "Fun Home brilha com arrependimento, compaixão, aborrecimento, frustração, piedade e amor — em geral, todos ao mesmo tempo e nunca sem uma ironia ubíqua e profundamente literária sobre a tarefa quase impossível de manter-se fiel a si mesmo e às pessoas que lhe fizeram quem você é." A Entertainment Weekly chamou-o de o melhor livro de não-ficção do ano e a revista Time nomeou Fun Home o melhor livro de 2006, descrevendo-o como "o sucesso literário mais improvável de 2006" e "uma obra-prima sobre duas pessoas que vivem na mesma casa, porém em mundos diferentes, e suas misteriosas dívidas um para com outro."
Fun Home foi um dos finalistas no National Book Critics Circle Award de 2006, na categoria memórias/autobiografia. Em 2007, Fun Home ganhou o GLAAD Media Award de Outstanding Comic Book, o Stonewall Book Award de não-ficção, o Publishing Triangle-Judy Grahn Nonfiction Award e o Lambda Literary Award na categoria "Livro de Memórias e Biografia Lésbica". Fun Home foi indicado ao prêmio Eisner de 2007 em duas categorias, Best Graphic Album e Best Reality-Based Work, tendo ganhado esta última; além disso, Bechdel foi indicada a melhor Roteirista/Artista. Em 2008, a revista Entertainment Weekly colocou Fun Home na 68.ª posição em sua lista dos "Novos Clássicos" (definida como os melhores 100 livros de 1983 a 2008"). O britânico The Guardian incluiu Fun Home em sua série dos "1 000 romances que todos deveriam ler", salientando seus detalhes "lindamente desenhados".
Em 2009, o Times de Londres, a Entertainment Weekly e o sítio Salon.com listaram Fun Home como um dos melhores livros dos anos 2000 e o jornal A.V. Club listou-o como um dos melhores quadrinhos da década.
Em 2010, o sítio "Jacket Copy", o blog de literatura do Los Angeles Times, nomeou Fun Home como uma das "20 obras clássicas de literatura gay". Em 2019, o quadrinho ficou na 33.ª posição na lista dos 100 melhores livros do século XXI do The Guardian

### Contestações e tentativa de censura
Em outubro de 2006, um residente da cidade de Marshall, no Missouri, tentou remover tanto Fun Home quanto Blankets, de Craig Thompson, da biblioteca pública. Apoiadores da remoção caracterizaram os livros como "pornografia" e expressaram preocupação de que pudessem ser lidos por crianças. Amy Crump, diretora da biblioteca pública de Marshall, defendeu os livros por terem recebido críticas positivas em "periódicos de crítica literária respeitáveis e profissionais" e caracterizou a tentativa de remoção como um passo perigoso em direção à censura. Em 11 de outubro de 2006, o conselho da biblioteca designou um comitê para criar uma política de seleção de materiais e removeu ambos os quadrinhos de circulação até que a nova política fosse aprovada. O comitê "decidiu não atribuir um rótulo prejudicial ou segregar [os livros] por meio de um sistema prejudicial" e apresentou uma política de seleção de materiais ao conselho. Em 14 de março de 2007, o conselho de administração da biblioteca pública de Marshall votou para que tanto Fun Home quanto Blankets fossem retornados às estantes da biblioteca. Bechdel descreveu a tentativa de banimento como "uma grande honra" e descreveu o incidente como "parte de toda a evolução da forma do graphic novel."
Em 2008, um instrutor na Universidade de Utah inseriu Fun Home na ementa de um curso chamado "Introdução Crítica a Formas Literárias do Inglês". Um estudante opôs-se e foi-lhe designada uma leitura alternativa de acordo com a política de acomodação religiosa da universidade. Subsequentemente, o estudante entrou em contato com uma organização local chamada "No More Pornography", que iniciou uma petição virtual pedindo que o livro fosse removido da ementa.  Vincent Pecora, presidente do departamento de inglês da universidade, defendeu Fun Home e o instrutor. A universidade disse que não tinha planos de remover o livro.
Em 2013, a organização Palmetto Family, um grupo conservador da Carolina do Sul afiliado ao Focus on the Family e ao Family Research Council, contestou a inclusão de Fun Home como seleção de leitura para calouros na Universidade de Charleston. Oran Smith, presidente da Palmetto Family, classificou o livro como "pornográfico". Bechdel contestou isto, afirmando que pornografia é feita para causar excitação sexual, o que não era o propósito do livro. George Hynd, reitor da universidade, e Lynne Ford, reitora associada, defenderam a escolha de Fun Home, ressaltando que o tema de identidade presente na obra são especialmente apropriados para calouros universitários. Contudo, sete meses depois, a Comissão de Formas e Meios da Câmara dos Representantes da Carolina do Sul, então composta por maioria do partido republicano, cortou o orçamento da universidade em 52 000 dólares, o custo do programa de leitura de verão, para punir a universidade por selecionar Fun Home. O representante Garry Smith, que propôs o corte, disse que ao escolher Fun Home a universidade estava "promovendo o estilo de vida gay e lésbico". O representante Stephen Goldfinch, outro apoiador do corte, disse que "este livro pisou na liberdade de conservadores. [...] Ensinar usando este livro, e as imagens, vai longe demais." Bechdel chamou o corte orçamentário de "triste e absurdo" e ressaltou que Fun Home "é, em última ánalise, sobre o custo que este tipo de mesquinhez tem na vida das pessoas." Subsequentemente, o plenário da Câmara votou por manter o corte. Estudantes e professores da Universidade de Charleston reagiram com consternação e protestos ao corte proposto, e grêmio estudantil da universidade aprovou por unanimidade uma resolução instando que o dinheiro fosse resposto. Uma coalização de dez organizações de liberdade de expressão escreveu uma carta ao Comitê de Finanças do Senado da Carolina do Sul, instando-o a repor o orçamento e advertindo-o de que "penalisar financeiramente instituições educacionais estatais simplesmente porque membros do legislativo desaprovam elementos específicos do programa educacional é educacionalmente infundando é constitucionalmente suspeito". A carta foi coassinada pela Coalização Nacional contra a Censura, pela União Americana pelas Liberdades Civis da Carolina do Sul, pela Modern Language Association, pela Associação de Bibliotecas Universitárias e de Pesquisa, a Fundação de Vendedores Americanos de Livros pela Liberdade de Expressão, pelo Fundo de Defesa Legal dos Quadrinhos, pela Associação de Editores Americanos, pelo Conselho Nacional de Professores de Inglês e pela American Library Association. Depois de um debate de uma semana no qual Fun Home foram comparadas à escravidão, a Charles Manson e a Adolf Hitler, o Senado estadual votou para repor o orçamento, mas redirecionou os fundos para o estudo da Constituição dos Estados Unidos e dos Federalist Papers; também exigiu-se da universidade que fornecesse livros alternativos para estudantes que se opusessem à leitura em virtude de "crença religiosa, moral ou cultural". A governadora Nikki Haley aprovou o orçamento que penalizou a universidade.
Em 2015, o livro foi designado como leitura de verão para os calouros de 2019 na Universidade Duke. Vários estudantes opuseram-se ao livros por questões morais e/ou religiosas.
Em 2018, houve pais que contestaram a inserção de Fun Home no currículo da Watching Hills Regional High School. A contestação foi rejeitada e o livro permaneceu na escola. Um ano depois, um processo foi apresentado em 2019 contra os administradores da escola solicitando a remoção do livro. O processo afirma que se o livro não for removido, "menores sofrerão danos irreparáveis e os estatutos de Nova Jersey serão violados." Depois desta constestação, administradores da escola North Hunterdon High School, localizada perto de Watching Hills, também removeram Fun Home de suas bibliotecas, mas o livro foi resposto em fevereiro de 2019.

## Adaptações musicais
Fun Home foi adaptado para um musical com livro de Lisa Kron e música de Jeanine Tesori. O musical foi desenvolvido numa oficina de 2009 na Conferência de Dramaturgos de Ojai e trabalhado em 2012 no Laboratório de Teatro do Instituto Sundance e no Laboratório Público da organização The Public Theater. Bechdel não participou da criação do musical. Ela achava que a história ficaria artificial e distante no palco, mas passou a achar que o musical teve o efeito oposto, deixando o "centro emocional" da história mais próximo do que até mesmo seu livro foi capaz.
O musical estreou off-Broadway no Public Theater em 30 de setembro de 2013. A produção foi dirigida por Sam Gold e trouxe Michael Cerveris e Judy Kuhn como Bruce e Helen Bechdel. O papel de Alison foi interpretado por três atrizes: Beth Malone como a Alison adulta, revivendo e narrando sua vida, Alexandra Socha como a "Alison do meio", um estudante em Oberlin, descobrindo sua sexualidade, e Sydney Lucas como a pequena Alison aos dez anos. As críticas ao musical foram, em grande parte, positivas, e sua temporada limitada foi prolongada diversas vezes até 12 de janeiro de 2014. Ele foi, ainda, finalista no Prêmio Pulitzer de Teatro de 2014; e ganhou o Prêmio Lucille Lortel de Melhor Musical, o prêmio de Melhor Musical do New York Drama Critics' Circle e o Prêmio Obie de Musical. Alison Bechdel desenhou um quadrinho de uma página sobre a adaptação para o jornal Seven Days.
Uma produção da Broadway estreou no Circle in the Square Theatre em abril de 2015. A produção ganhou cinco prêmios Tony, incluindo Melhor Musical, ficando em cartaz por 26 previews e 582 performances normais até 10 de setembro de 2016 com uma turnê nacional começando em outubro de 2016. Kalle Oskari Mattila, na revista The Atlantic, argumentou que a campanha de marketing do musical "oculta ao invés de esclarecer" a narrativa queer da graphic novel original.